# Thimister-Clermont
Thimister-Clermont (valonă Timister-Clairmont) este o comună francofonă din regiunea Valonia din Belgia. Comuna este formată din localitățile Thimister, Clermont, Elsaute, Froidthier și La Minerie. Suprafața totală a comunei este de 28,69 km². La 1 ianuarie 2008 comuna avea o populație totală de 5.430 locuitori. 